# Chladná dolina
Chladná dolina je přírodní památka, která představuje lesní porosty s pěnovcovými prameništi v závěru stejnojmenné doliny. Nachází se v jihozápadní části Hostýnských vrchů (celek Hostýnsko-vsetínská hornatina, okrsek Lukovská hornatina), na silně ukloněném, jihozápadně až západně orientovaném svahu nad levostranným přítokem Bělovodského potoka, 2,1 km SSZ od obce Lukov, na jehož katastrálním území leží.
Předmětem zájmu jsou lesní pěnovcová prameniště a květnaté bučiny. V severovýchodní části se na ploše 0,4950 ha nachází několik lesních pěnovcových pramenišť. Stáří lesa je 50–60 let.

## Geologie a půdy
Geologické podloží tvoří hrubozrnné pískovce až polymiktní slepence lukovských vrstev (paleocén) svrchního soláňského souvrství račanské jednotky magurského příkrovu ve flyšovém pásmu Západních Karpat. Přítomnost vápnitých vrstev v podloží umožnila v severovýchodní části území vznik několika lesních pěnovcových pramenišť s bohatou tvorbou pěnovců. Ukázkové pěnovcové prameniště se nachází asi 500 m JJV pod studánkou Rybárka, již mimo přírodní památku. Převažujícím půdním typem je kambizem modální var. mesobazická, v okolí potoků a pramenišť pseudoglejové kambizemě až pseudogleje

## Flóra
V prosvětleném lesním porostu na prameništích dominuje ve stromovém patře olše lepkavá (Alnus glutinosa). V bylinném podrostu se vyskytuje např. devětsil bílý (Petasites albus), pryšec mandloňovitý (Euphorbia amygdaloides), řeřišnice hořká (Cardamine amara), sítina rozkladitá (Juncus effusus), čarovník pařížský (Circaea lutetiana), kakost smrdutý (Geranium robertianum), válečka lesní (Brachypodium sylvaticum) a ostřice řídkoklasá (Carex remota). V okolí pramenišť se objevuje také kyčelnice cibulkonosná (Dentaria bulbifera), kyčelnice devítilistá (Dentaria enneaphyllos), árón východní (Arum cylindraceum), pstroček dvoulistý (Maianthemum bifolium), vraní oko čtyřlisté (Paris quadrifolia), violka lesní (Viola reichenbachiana), šalvěj lepkavá (Salvia glutinosa) a ostřice chlupatá (Carex pilosa).
Na zbytku přírodní památky se nacházejí listnaté lesy s převládajícím bukem lesním (Fagus sylvatica) s příměsí dalších listnáčů, např. javor mléč (Acer platanoides), javor klen (Acer pseudoplatanus), habr obecný (Carpinus betulus), jasan ztepilý (Fraxinus excelsior), dub letní (Quercus robur), dub zimní (Quercus petraea), lípa srdčitá (Tilia cordata), lípa velkolistá (Tilia platyphyllos) a jilm drsný (Ulmus glabra). V keřovém patře rostou kromě zmlazujících dřevin stromového patra také líska obecná (Corylus avellana), lýkovec jedovatý (Daphne mezereum), zimolez černý (Lonicera nigra), zimolez obecný (Lonicera xylosteum), bez červený (Sambucus racemosa), jeřáb ptačí pravý (Sorbus aucuparia subsp. aucuparia) aj. Bylinné patro zde chybí.

## Ochrana přírody
PP Chladná dolina je součástí chráněného území Natura 2000 evropsky významné lokality Velká Vela o celkové rozloze 770,6784 hektarů, vyhlášené 15. dubna 2005.